# Der Social-Demokrat

Der Social-Demokrat – Titelblatt der Ausgabe vom 4. Januar 1865

Der Social-Demokrat (erschien ab 1. Januar 1865 zunächst mit dem Untertitel Organ des Allgemeinen Deutschen Arbeitervereins. Seit 1866 mit dem Untertitel: Organ der Social-Demokratischen Partei) war eine seit dem 15. Dezember 1864 erscheinende sozialdemokratische Zeitung des Allgemeinen deutschen Arbeitervereins. Sie erschien bis 1871 unter diesem Titel. Nachfolger war zunächst Der Agitator, dann die Zeitung Neuer Social-Demokrat und ab 1876 Vorwärts.

## Geschichte

### Vorgeschichte
Der ADAV hatte zunächst kein eigenes Parteiorgan. Einen nur bedingten Ausgleich bot der in Hamburg erscheinende Nordstern. Ferdinand Lassalle stand 1863 der Gründung einer Zeitung zunächst skeptisch gegenüber. Im Sommer 1864 wurde ihm eine Kalkulation mit den Kosten für eine Parteizeitung vorgelegt. Er hat sich dennoch nicht zur Gründung eines Blattes entschließen können. Willkommen war ihm daher der Vorschlag von Johann Baptist von Schweitzer und Johann Baptist von Hofstetten auf eigene Kosten ein Blatt herauszugeben. Sie machten zur Bedingung, dass Lassalle es als Vereinsorgan anerkennen würde.

### Gründungsphase
Das Blatt erschien indes erst nach Lassalles Tod. Die erste Probenummer erschien am 15. Dezember 1864. Die zweite erschien am 21. und die dritte am 30. Dezember. Regulär erschien die Zeitung seit dem 4. Januar 1865. Zunächst wurde die Zeitung dreimal wöchentlich am Dienstag, Donnerstag und Samstag herausgegeben. Später erschien zumindest zeitweise täglich. Bald aber kehrte man zur alten Erscheinungsweise zurück.
Als Programm der Zeitung wurden angegeben: 1. Solidarität der Völkerinteressen und der Volkssache durch die gesamte zivilisierte Welt, 2. das ganze gewaltige Deutschland ein freier Volksstaat, 3. Abschaffung der Kapitalherrschaft.
Von Schweitzer und von Hofstetten waren Redakteure und Besitzer des in Berlin erscheinenden Blattes. Der eigentliche Kopf war von Schweitzer. Er bemühte sich anfangs um gute Beziehungen zu der sich gerade gebildeten ersten Internationalen. In den ersten Ausgaben veröffentlichte das Blatt die Inauguraladresse der Internationalen. Von Schweitzer überredete die widerstrebenden Karl Marx und Friedrich Engels, sich mit Beiträgen an dem Blatt zu beteiligen. Wilhelm Liebknecht trat sogar in die Redaktion ein. Weitere Autoren waren anfangs unter anderem Moses Hess, Bernhard Becker, Johann Philipp Becker, Georg Herwegh, Wilhelm Rüstow und Heinrich Wuttke. Wegen unterschiedlicher Positionen auch zur Behandlung von Otto von Bismarck haben Marx und Engels ihre Mitarbeit bald aufgekündigt und Liebknecht trat aus der Redaktion aus. Auch Herwegh, Rüstow und Johann Philipp Becker zogen sich bald zurück. Es blieben nur Wuttke und Heß. Letzter lieferte regelmäßig Berichte aus Paris und erhielt wie bei der Zeitung üblich pro Beitrag wohl 1,5 bis 2 Taler Honorar. Zum Rückzug von Marx und Engels von der Mitarbeit trugen auch kritische Äußerungen von Heß bei.
Die Bedeutung des Blattes war für die Partei für den inneren Zusammenhalt von großer Bedeutung. Der Präsident des ADAV Bernhard Becker schrieb: „Man nehme unserem Verein die Organisation, und es bleibt nichts übrig, als die Partei der Zeitungsleser, über welche der 'Social-Democrat' gebietet.“
Abgesehen von theoretischen Auseinandersetzungen etwa zwischen Schweitzer und Marx stritt das Blatt in den ersten Jahren energisch für die Koalitionsfreiheit und unterstützte die streikenden Setzer während des Leipziger Dreigroschenstreiks. Das Blatt wandte sich häufig gegen die liberale Fortschrittspartei während es die Politik von Otto von Bismarck zumindest zeitweise weniger energisch bekämpfte. Dies löste bei Wilhelm Liebknecht heftige Kritik aus.

### Finanzielle Probleme
Das Blatt erwies sich zunächst allein als nicht lebensfähig. Im Jahr 1865 lag die Auflage bei 1000 Exemplaren. Sie ging auch wegen des für Arbeiter beträchtlichen Preises weiter zurück. Die Zahl der Abonnenten lag Anfang 1866 bei nur noch 420. Die Weiterexistenz ermöglichte von Hofstetten mit seinem Privatvermögen. Dieses war 1867 aufgebraucht und von Schweitzer hat seinen Kompagnon fallen lassen und die weitere Mitarbeit verweigert. Seither war von Schweitzer alleiniger Besitzer. Die Defizite des Blattes wurden durch die Vereinskasse übernommen. Die ordentlichen Einnahmen reichten dafür nicht aus, so dass von Schweitzer eine außerordentliche Geldsammlung veranstaltete. Um den politischen Gegnern keine Munition zu liefern, wurde als Grund nur wichtige Vereinsinteressen angegeben. Auf der nächsten Generalversammlung sollte über die Verwendung der Gelder Rechenschaft abgelegt werden. Als Ersatz für von Hofstetten wurde Wilhelm Hasselmann als Hilfskraft der Redaktion angestellt. Auf der Generalversammlung von 1868 legte von Schweitzer Rechenschaft über die Verwendung des eingeworbenen Geldes ab. Gleichzeitig beschloss die Versammlung die finanziellen Überschüsse des Vereins für die Deckung der Kosten des Social-Demokraten zu verwenden. Als Eigentümer haftete von Schweitzer weiterhin mit tausend Taler. Bis sich das Blatt selbst tragen konnte, sollte der Verein die fehlenden Exemplare übernehmen und zu Agitationszwecken nutzen. Den Antrag das Blatt ganz ins Vereinseigentum zu überführen, lehnte die Mehrheit ab. Nachdem die dem ADAV nahestehenden Gewerkschaften das Blatt ebenfalls als Organ nutzten, war der Umfang größer geworden. Nachdem es erneut zu finanziellen Problemen gekommen war, sicherte sich Schweitzer die volle Verfügungsgewalt und verzichtete auf Zuschüsse aus der Vereinskasse. Das Defizit trug er selbst mit Hilfe des Erbes seines Vaters.

### Die Zeitung im inner- und zwischenparteilichen Streit
Von Schweitzer nutzte das Blatt, auch in der Zeit, als er noch nicht Parteivorsitzender war, um die Meinung im ADAV in seinem Sinne zu beeinflussen. Seine Widersacher um die Gräfin Hatzfeldt gaben in Hamburg die konkurrierende Zeitung Der Nordstern heraus. Der Social-Demokrat trat zeitweise in offene Opposition zum Vereinspräsidenten Bernhard Becker und trug zu dessen Amtsverzicht bei. In der Übergangszeit als der Vizepräsident Friedrich Wilhelm Fritzsche vorübergehend den ADAV leitete, verbot dieser, dass sich das Blatt Vereinsorgan nannte. Seitdem trug die Zeitung den Untertitel Organ der sozialdemokratischen Partei. Carl Wilhelm Tölcke erkannte bis zu einer endgültigen Entscheidung die Zeitung wieder als Vereinsorgan an. Von Schweitzer leitete die Zeitung auch während seiner Präsidentschaft zwischen 1867 und 1871. Es war schon zu dieser Zeit umstritten, ob man Redaktion und Präsidentschaft nicht besser in zwei Hände legen sollte. Die Kritiker warfen Schweitzer eine einseitige Berichterstattung vor. Auf der Generalversammlung von 1868 gab es einen letztlich gescheiterten Antrag Redaktion und Parteivorsitz zu trennen. Auf der Generalversammlung 1869 wurde beschlossen eine Redaktionskommission als Beschwerdestelle zu schaffen.
Auch wenn Marx sich vom Social-Demokrat abgewandt hatte, war von Schweitzer darauf bedacht, es nicht zu einem endgültigen Bruch kommen zu lassen. Im Frühjahr 1868 erschien in zwölf Ausgaben hintereinander eine Besprechung des ersten Bandes des Kapitals. Diese fand auch das Wohlwollen von Marx. Im Jahr 1869 erschien ein anonymer aber wohl von Schweitzer stammender Artikel zur Internationalen, in dem es hieß, dass jedes Mitglied des ADAV auch zur Internationalen zählen würde.
Zu einer Konkurrenz wurde die Zeitung Demokratisches Wochenblatt von Liebknecht. Schweitzer griff die preußische Regierung nach der Gründung des Norddeutschen Bundes im Social-Demokraten scharf an, was ihm verschiedene Strafen einbrachte und dazu führte, dass die Zeitung mehrfach beschlagnahmt wurde. Um eine gewisse Regelmäßigkeit des Erscheinens zu gewährleisten, musste von Schweitzer etwas vorsichtiger agieren. Das in Sachsen erscheinende Demokratische Wochenblatt brauchte diese Rücksicht nicht in diesem Maße zu nehmen. In Hinsicht auf die politische Ausrichtung unterschieden sich beide Blätter darin, dass der Social-Demokrat grundsätzlich auf dem Boden des Norddeutschen Bundes stand, während das Wochenblatt zu diesem weiter in Opposition stand. Im Jahr 1869 trat Der Volksstaat an die Stelle des Demokratischen Wochenblattes.

### Verbreitung seit 1868
Im Jahr 1868 hatte der Social-Demokrat 3400 Abonnenten. Diese verteilten sich auf 215 Orte. Die meisten lebten in Hamburg (807). Es folgten Berlin (224), Elberfeld und Barmen (161), Hannover (154), Essen (107), Braunschweig (89), Harburg (61), Altona (60), Kassel (58), Frankfurt am Main (53) und Paris (50). Die Zeitung hatte 1869 eine Auflage von 5000 und 1871 von 2800 Exemplaren.  Die letzte Ausgabe erschien am 26. April 1871.

### Neuer Social-Demokrat
Nach dem Rücktritt von Schweitzer vom Parteivorsitz und der Wahl von Wilhelm Hasenclever als Nachfolger wurde die Zeitung mit der Zeitschrift Der Agitator unter dem Namen Neuer Social-Demokrat zusammengelegt. Die letzte Ausgabe des alten Blattes erschien am 26. April 1871. Der Neue Social-Demokrat war im Besitz der Partei. Chefredakteure waren unter der Oberleitung von Hasenclever Carl Wilhelm Tölcke und Wilhelm Hasselmann. Die Redaktion hatte anders als zur Zeit von Schweitzer einen gewissen Handlungsspielraum. Das Blatt druckte auch Kritik an der ersten Internationalen ab und verfolgte deren Krise aufmerksam. Die Zeitung hatte um 1874 etwa 11.000 Abonnenten. Nach der Vereinigung von ADAV und SDAP ging die Zeitung im Vorwärts 1876 auf. Zu dieser Zeit hatte sie eine Auflage von 14.000 Exemplaren.

## Erscheinungsweise
Probenummer 15. November 1864. 1. bis 7. Jg. 1. Januar 1865 bis 26. April 1871, drei Mal wöchentlich, ab Nr. 79, 1. Juli 1865 täglich außer an Sonn- und Feiertagen, ab Nr. 76, 1. April 1866 drei Mal wöchentlich. Verlag H. König Berlin. Ab Nr. 76, 1. April Verlag J. B. v. Hofstetten.

## Zeitgenössische Drucke
- Aus dem Social-Demokrat. Leitartikel und Aufsätze aus dem Organ der social-demokratischen Partei. Berlin, Selbstverlag von W. Grüwel 1868. Digitalisat